# Associazione Sportiva Acireale 1992-1993
Questa voce raccoglie le informazioni riguardanti l'Associazione Sportiva Acireale nelle competizioni ufficiali della stagione 1992-1993.

## Rosa
| N. |                   | Ruolo | Calciatore          |
| -- | ----------------- | ----- | ------------------- |
|    | Italia (bandiera) | P     | Carmine Amato       |
|    | Italia (bandiera) | D     | Maurizio Anastasi   |
|    | Italia (bandiera) | D     | Giuseppe Bonanno    |
|    | Italia (bandiera) | D     | Calogero Breve      |
|    | Italia (bandiera) | A     | Donato Cancelli     |
|    | Italia (bandiera) | C     | Costanzo Celestini  |
|    | Italia (bandiera) | C     | Riccardo Chico      |
|    | Italia (bandiera) | C     | Nunzio Dario Di Dio |
|    | Italia (bandiera) | C     | Fabio Favi          |
|    | Italia (bandiera) | D     | Piero Infantino     |

| N. |                   | Ruolo | Calciatore          |
| -- | ----------------- | ----- | ------------------- |
|    | Italia (bandiera) | C     | Pasquale Logiudice  |
|    | Italia (bandiera) | C     | Alessandro Manetti  |
|    | Italia (bandiera) | C     | Walter Mazzarri     |
|    | Italia (bandiera) | D     | Elio Migliaccio     |
|    | Italia (bandiera) | A     | Santino Nuccio      |
|    | Italia (bandiera) | D     | Angelo Pagliaccetti |
|    | Italia (bandiera) | C     | Gaetano Palladino   |
|    | Italia (bandiera) | A     | Orazio Sorbello     |
|    | Italia (bandiera) | P     | Corrado Vaccaro     |

## Risultati

### Serie C1

#### Girone di andata
| 30 agosto 1992 1ª giornata | Casarano | 0 – 1 | Acireale |  |

| 6 settembre 1992 2ª giornata | Acireale | 3 – 1 | Barletta |  |

| 13 settembre 1992 3ª giornata | Lodigiani | 1 – 3 | Acireale |  |

| 20 settembre 1992 4ª giornata | Acireale | 0 – 0 | Potenza |  |

| 27 settembre 1992 5ª giornata | Messina | 0 – 0 | Acireale |  |

| 4 ottobre 1992 6ª giornata | Acireale | 0 – 0 | Casertana |  |

| 18 ottobre 1992 7ª giornata | Giarre | 3 – 3 | Acireale |  |

| 25 ottobre 1992 8ª giornata | Acireale | 1 – 0 | Catania |  |

| 1º novembre 1992 9ª giornata | Avellino | 0 – 0 | Acireale |  |

| 8 novembre 1992 10ª giornata | Acireale | 2 – 0 | Siracusa |  |

| 15 novembre 1992 11ª giornata | Acireale | 0 – 1 | Salernitana |  |

| Arbitro: | Francesco Ercolino (Cassino) |

|                  |           |                     |
| Davide Ricci 25’ | Marcatori | 10’ Orazio Sorbello |

| 29 novembre 1992 13ª giornata | Acireale | 1 – 1 | Palermo |  |

| 16 dicembre 1992 14ª giornata | Ischia Isolaverde | 0 – 0 | Acireale |  |

| 13 dicembre 1992 15ª giornata | Perugia | 0 – 1 | Acireale |  |

| 20 dicembre 1992 16ª giornata | Acireale | 2 – 1 | Chieti |  |

| 27 dicembre 1992 17ª giornata | Reggina | 2 – 2 | Acireale |  |

#### Girone di ritorno
| 24 gennaio 1993 18ª giornata | Acireale | 1 – 0 | Casarano |  |

| 31 gennaio 1993 19ª giornata | Barletta | 2 – 2 | Acireale |  |

| 7 febbraio 1993 20ª giornata | Acireale | 0 – 0 | Lodigiani |  |

| 14 febbraio 1993 21ª giornata | Potenza | 1 – 1 | Acireale |  |

| 21 febbraio 1993 22ª giornata | Acireale | 2 – 0 | Messina |  |

| 7 marzo 1993 23ª giornata | Casertana | 3 – 0 | Acireale |  |

| 14 marzo 1993 24ª giornata | Acireale | 0 – 0 | Giarre |  |

| 21 marzo 1993 25ª giornata | Catania | 0 – 0 | Acireale |  |

| 28 marzo 1993 26ª giornata | Acireale | 0 – 1 | Avellino |  |

| 4 aprile 1993 27ª giornata | Siracusa | 0 – 2 | Acireale |  |

| 18 aprile 1993 28ª giornata | Salernitana | 0 – 0 | Acireale |  |

| Arbitro: | Gambino (Barletta) |

|                |           |  |
| Fabio Favi 40’ | Marcatori |  |

| 2 maggio 1993 30ª giornata | Palermo | 1 – 1 | Acireale |  |

| 9 maggio 1993 31ª giornata | Acireale | 1 – 0 | Ischia Isolaverde |  |

| 16 maggio 1993 32ª giornata | Acireale | 0 – 0 | Perugia |  |

| 23 maggio 1993 33ª giornata | Chieti | 1 – 1 | Acireale |  |

| 30 maggio 1993 34ª giornata | Acireale | 2 – 1 | Reggina |  |